# Marsleben
Marsleben ist eine Wüstung rund zwei Kilometer nordwestlich von Quedlinburg und ein wichtiger archäologischer Fundort in Sachsen-Anhalt. Die ehemalige Dorfanlage gehört zu den Quedlinburger Wüstungen und befand sich unterhalb des Petersberges am Zapfenbach.

## Geschichte
Das historische Dorf Marsleben wurde bereits um 800 erwähnt und existierte zwischen dem 8. und dem 15. Jahrhundert. Es versorgte unter anderem die ottonische Pfalz und das Reichsstift Quedlinburg sowie das Kloster St. Wiperti mit Nahrungsmitteln, Textilien und Baumaterial (Sandstein).

## Archäologie
Im Zuge einer Notgrabung beim Ausbau der Bundesstraße 6 wurden in den Jahren 2004/2005 von einer über 200 Köpfe zählenden Gruppe des Landesamts für Denkmalpflege und Archäologie Halle (Saale) insgesamt 80 Hektar Fläche freigelegt, von denen das ehemalige Dorf Marsleben (Fundstelle VII) ungefähr 40.000 m² ausmachte. Dabei wurden die Reste steinerner Häuser, Keller, ein Ministerialenhof, etliche Brunnen, die Dorfbefestigung und Geheimgänge ausgegraben. Fast 1 Mio. Funde wurden dabei geborgen und über 30.000 Befunde dokumentiert. Im Umfeld der Siedlung befinden sich zudem vorgeschichtliche Siedlungsstellen aus der Jungsteinzeit (bandkeramisches Langhaus, datiert auf etwa 5.500 v. Chr.) und der Römischen Kaiserzeit (Eisenverhüttungsöfen).

## Perspektiven
Das Dorf Marsleben wird derzeit in einem Projekt der Hochschule Anhalt (FH) virtuell rekonstruiert.